# John Alexander Reina Newlands
John Alexander Reina Newlands (26 de novembre de 1837 - 29 de juliol de 1898) va ser un químic analític anglès que va preparar en 1863 la primera taula periòdica dels elements establerta segons les seves masses atòmiques, i que va assenyalar la llei de les vuitenes, segons la qual cada vuit elements tenen propietats similars. A això ho va ajudar el seu bagatge musical.

## Biografia
Newland va néixer a Anglaterra a Londres, a West Square a Lambeth, fill d'un ministre escocès presbiterià i la seva esposa italiana.
Va ser educat a casa pel seu pare, i posteriorment va estudiar a la Royal College of Chemistry. Va estar interessat en la reforma social i durant 1860 va servir com a voluntari amb Giuseppe Garibaldi en la seva campanya militar d'unificació d'Itàlia. Al tornar a Londres, Newlands es va establir com a químic analític el 1864. El 1868 es va convertir en químic principal de la refineria de sucre de James Duncan, on va introduir una sèrie de millores en el processament. Posteriorment va deixar la refineria i de nou es va establir com analista amb el seu germà, Benjamin.

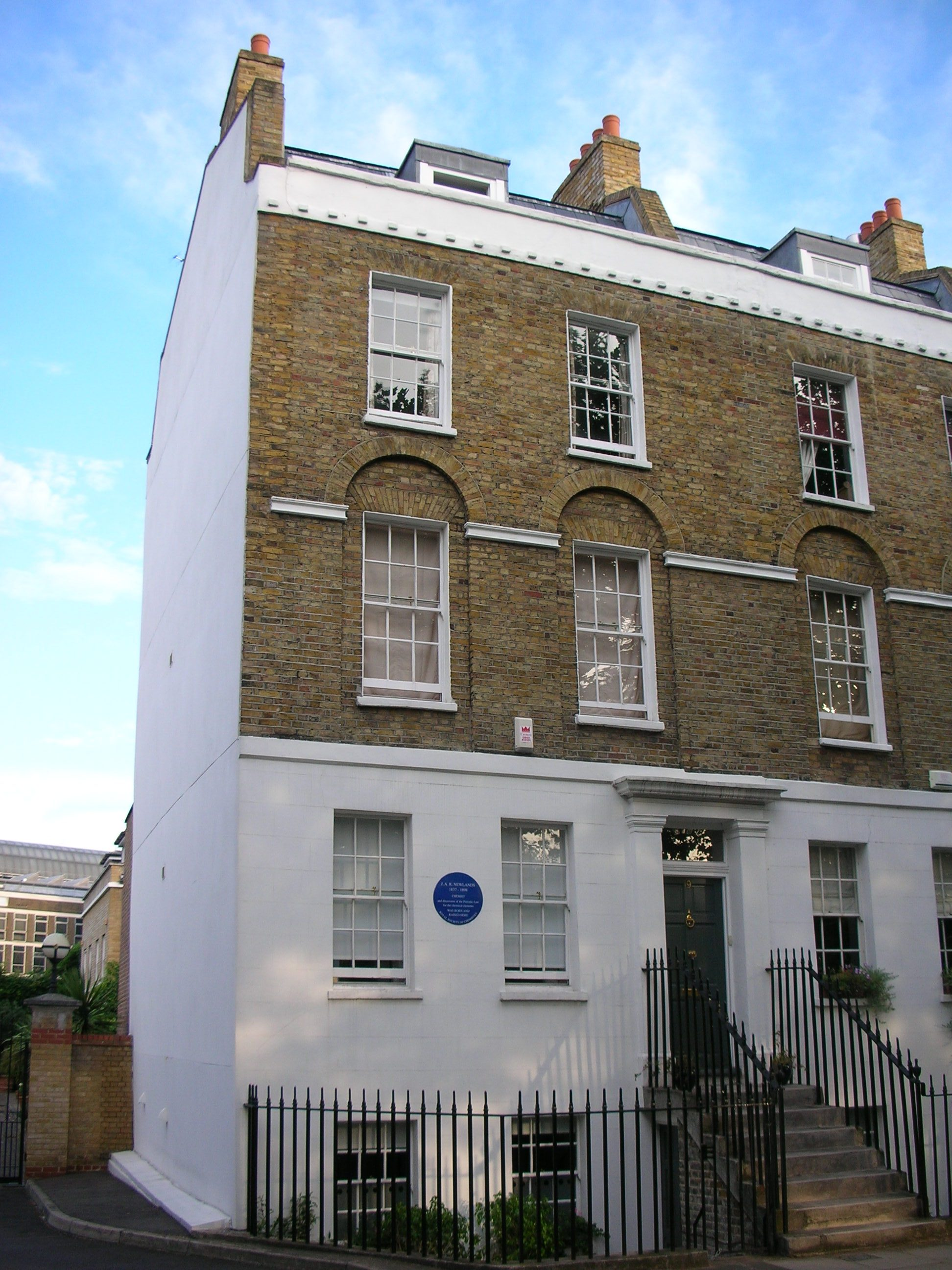
El lloc de naixement de Newlands a West Square, Lambeth.

Newlands va ser la primera persona a idear una taula periòdica d'elements químics ordenats per ordre de les seves masses atòmiques relatives. Continuant l'obra de Johann Wolfgang Döbereiner amb triades i les famílies de Jean-Baptiste Dumas d'elements similars, va publicar el 1865 la seva "Law of Octaves", que va afirmar que "qualsevol element donat mostrarà un comportament anàleg al vuitè element que segueix a la taula. Newlands va disposar tots els elements coneguts, començant amb l'hidrogen i acabant amb el tori (pes atòmic 90), en set grups de vuit, que va comparar amb octaves de música. A la taula de Newlands, els elements van ser ordenats pels pesos atòmics que es coneixien en el moment i es van numerar de forma seqüencial per mostrar el seu ordre. Es van mostrar grups a través de la taula, amb períodes baixant, al contrari de la forma moderna de la taula periòdica.

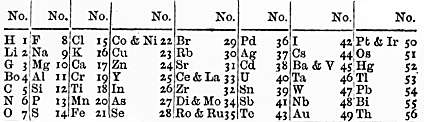
Taula dels elements de Newlands

El caràcter incomplet de la taula al·ludia a la possible existència d'elements addicionals no descoberts. No obstant això, la Llei d'Octaves va ser ridiculitzada per alguns contemporanis de Newlands, i la Society of Chemists no va acceptar el seu treball per a la seva publicació.
Després que Dmitri Mendeléiev i Lothar Meyer rebessin la Medalla Davy de la Royal Society per al seu posterior 'descobriment' de la taula periòdica, Newlands va lluitar pel reconeixement del seu treball anterior i finalment va rebre la Medalla Davy el 1887.
John Newlands va morir a causa de complicacions d'una cirurgia en la seva casa a Lower Clapton, Middlesex, i va ser enterrat al cementiri de West Norwood. El seu negoci va continuar després de la seva mort pel seu germà menor Benjamin.